# Euphorbia decipiens
Euphorbia decipiens är en törelväxtart som beskrevs av Pierre Edmond Boissier och Friedrich Alexander Buhse. Euphorbia decipiens ingår i släktet törlar, och familjen törelväxter.
Artens utbredningsområde är Iran. Inga underarter finns listade i Catalogue of Life.